# ピーター・ウォーカー (ランドスケープアーキテクト)
ピーター・ウォーカー（Peter Walker, 1932年 - ）はアメリカ合衆国のランドスケープデザイナー、アーバンデザイナー、環境デザイナー。妻マーサ・シュワルツもアメリカのランドスケープアーキテクト。ハーバード大学のランドスケープ学科長をつとめ、幾多のデザイン事務所の所長を経験, 1972年にはヒデオ・ササキと共同でSasaki Walker Associatesを設立した。
後に2人は袂を分かち1983年 Peter Walker and Partnersを設立した。 元ハーバード大学教授。ピーター・ウォーカー・アンド・パートナーズ主宰。
デザイナーとしても実績多数。プロジェクトとしては、パリの軸線路計画、磯崎新との播磨科学公園都市計画とタウンパーク設計、レム・コールハースとの公園計画、サンディエゴ市ダウンタウンの公園計画、ロサンゼルスのエキスポ・パーク修景計画等がある。

## 人物・来歴
カリフォルニア州パサディナ生まれ。1955年にカリフォルニア大学バークレー校デザイン学部ランドスケープデザイン学科卒業。1955年から1956年、イリノイ大学大学院ランドスケープ・アーキテクチェアおよび都市計画学専攻修士課程修了。1957年、ハーバード大学デザイン大学院ランドスケープ・アーキテクチェア学専攻修士課程修了。1959年から1972年まで、ヒデオ・ササキとササキ／ウォーカー・アンド・アソシエイツ（SWA）のパートナーをつとめ、SWAサンフランシスコ・オフィスを任される。1973年から1983年までは、SWAグループの取締役会長。
1976年から、ハーバード大学デザイン大学院ランドスケープ・アーキテクチユアおよび都市デザイン学専攻教授。1983年から、カリフォルニア州バークレー市を拠点にピーターウォーカー・アンド・パートナーズ事務所を設立。1992年、ウォーカーの事務所は、ウィリアム・J・ジョンソン・アソシエーツと合併、クライアントに対して提供するサービスの幅を一層広げ、ウォーカーとジョンソンは、数十年にわたり、共同作業を行なう。
作品はアーティスティックな幾何学的表現に特徴をもつ。2005年ASLA専門家賞。

## 主な作品
- フットヒル・カレッジ（1960年、カリフォルニア州ロス・アルト）
- アップジョン社本社（1961年、ミシガン州カラマズ）
- ウェアハウザー本社（1972年、ワシントン州タコマ）
- ゴールデンゲートウェイセンターとシドニー・ウォルトン公園（1968年、カリフォルニア州サンフランシスコ）
- セキュリティパシフィック・ナショナル銀行プラザ（1974年、カリフォルニア州ロサンゼルス）
- ニューポートビーチ集合住宅地、マリーナスクエア（1970年、カリフォルニア州ニューポートビーチ）
- ベイウッド（1974年、カリフォルニア州ニューポートビーチ）
- プロモントリーポイント（1975年、カリフォルニア州ニューポートビーチ）
- イーサン峡谷の集合住宅地イーサングレン（1975年、テキサス州ヒューストン）
- コンコード・パフォーミングアートセンターパビリオン（1975年、コンコード (カリフォルニア州) ）
- エルクホーンリゾート（1976年、アイダホ州サンバレー）
- IBM西海岸プログラミングセンター（1977年、カリフォルニア州サンタ・テラッサ）
- マルボロー通り190番地屋上庭園（1979年、マサチューセッツ州ケンブリッジ）
- ケンブリッジセンター屋上庭園（1979年、マサチューセッツ州ケンブリッジ）
- バーネットパーク（1983年、テキサス州フォート・マス）
- ハーバード大学タナーファウンテン（1984年、マサチューセッツ州ケンブリッジ）
- IBMクリアレーク（1984年、テキサス州クリアレイク）
- Nasherスカルプチュアセンター、博覧会公園（カリフォルニア州ロサンゼルス）
- IBMウエストレイク/サウスレイクセンター（1989年、テキサス州ウエストレイクとサウスレイク）
- ハーマン・ミラー社工場（1984年、カリフォルニア州ロックリン）
- 高等生医学研究所（1984年、オレゴン州ポートランド）
- ベックマン・センター（1987年、カリフォルニア州アーバイン）
- ネッコガーデン（1980年、マサチューセッツ工科大学, マサチューセッツ州ケンブリッジ）
- アメリカの農園の死（1986年、サンフランシスコ・ガーデンショー、カリフォルニア州サンフランシスコ）
- バーガーを知っているよ（1987年、サンフランシスコ・ガーデンショー、カリフォルニア州サンフランシスコ）
- トドス・サントス・プラザ（1987年、カリフォルニア州コンコート）
- マリナーリニアパーク（1988年、カリフォルニア州サンディエゴ）
- セントラム（1989年、カリフォルニア州レッドウッドシティ）
- ソラナ計画（1993年、テキサス州ウエストレイクとサウスレイク）
- プラザタワーとタウンセンターパーク（カリフォルニア州コスタ・メサ）
- プリンシパル生命保険会社ビル（アイオワ州デス・モインス）
- カントリーサイドのゴミ処理場（イリノイ州レイクカントリー）
- オイローパハウス（ドイツ・フランクフルト）
- ミッション・グランダックス（フランス・パリ）
- ユーラリール都市公園（フランス・リール）
- ベルリン・ソニーセンター（ドイツ・ベルリン）
- スタンフォード大学パロアルト市計画（パロアルト (カリフォルニア州)）
- カリフォルニア大学サンディエゴ校ライブラリーウォーク（カリフォルニア州サンディエゴ）
- 高級分譲コンドミニアム「Soho Mews」（ニューヨーク）
- リージェントホテル（ハワイ州コナ・コースト）
- アヤラ・トライアングル（フィリピン・マニラ）
- ボーイング社ロングエイカー公園（ワシントン州レントン）
- フレモント・パフォーマンス（カリフォルニア州フレモント）
- ケルン・ボン国際空港（ドイツ・ケルン）
- シアトル・タコマ国際空港（ワシントン州シアトル）
- ミュンヘン国際空港とケンピンスキホテル（ドイツ・ミュンヘン）

### 日本での作品
- 東京タワーおよび芝公園緑地化マスタープラン（東京都港区）
- 日本IBM幕張ビルディング（千葉市）と小山研修所（栃木県小山市）
- ソニー幕張テクノロジーセンター・豊砂公園（千葉市）
- 兵庫県立先端科学技術支援センター播磨科学公園都市・センターサークルとアーバンデザイン計画およびタウンパーク（兵庫県）
- 豊田市美術館（愛知県豊田市）
- 東京海上東日本研修センター、丸亀駅駅前広場（予讃線丸亀駅周辺市街地活性化事業、香川県丸亀市、平成2年度全国街路事業コンクール建設大臣賞）
- 北彩都あさひかわ（旭川市）
- さいたま新都心けやきひろば（さいたま市）
- 川崎ソリッドスクエア（川崎市）